# 热夫雷尚贝坦
热夫雷尚贝坦（法語：Gevrey-Chambertin，法語發音：[ʒəvʁɛ ʃɑ̃bɛʁtɛ̃]）是法国科多尔省的一个市镇，属于第戎区。

## 地理
热夫雷尚贝坦（47°13'36"N, 4°58'4"E）面积24.77 平方千米，位于法国勃艮第-弗朗什-孔泰大區科多尔省，该省份为法国中东部省份，北起奥布省，西接涅夫勒省和约讷省，南至索恩-卢瓦尔省，东南接汝拉省，东临上索恩省，东北部与上马恩省接壤。
与热夫雷尚贝坦接壤的市镇（或旧市镇、城区）包括：菲桑、尚伯夫、莫雷圣但尼、圣菲利贝尔、索隆拉吕、巴尔日、布罗雄、布鲁万东、屈尔莱、费奈。
热夫雷尚贝坦的时区为UTC+01:00、UTC+02:00（夏令时）。

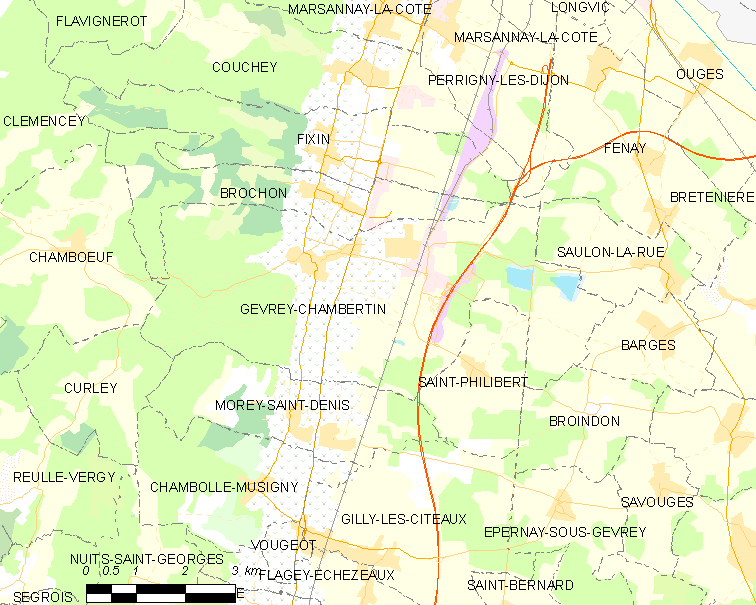
热夫雷尚贝坦的OSM定位图

## 行政
热夫雷尚贝坦的邮政编码为21220，INSEE市镇编码为21295。

## 政治
热夫雷尚贝坦所属的省级选区为隆维县。

## 人口

1962-2008年间热夫雷尚贝坦人口变化图示

热夫雷尚贝坦于2022年1月1日时的人口数量为2983人。